# Джон Крістофер
Крістофер Семюел Йоуд (англ. Christopher Samuel Youd) народився 16 квітня 1922, Ноуслі — 3 лютого 2012, Бат) — британський письменник-фантаст другої половини XX — початку XXI століття.
Видавався під багатьма псевдонімами, найбільш відомий з яких — Джон Крістофер (John Christopher). Автор постапокаліптичного роману «Смерть трави» і тетралогії «Триподи». У своїй творчості йому вдалося поєднувати жанр наукової фантастики зі стилістикою класичної англійської літератури.

## Біографія
Народився у містечку Ноуслі графства Ланкашир, отримав початкову освіту в школі Пітера Саймондса (нині коледж Пітрера Саймондса) у графстві Вінчестер. Помер 3 лютого 2012 року у Баті, Англія.
Воював у Другій світовій війні у складі королівського корпусу зв'язку. Після війни почав кар'єру письменника з публікації у 1949 році роману «Зимовий лебідь» (The Winter Swan). У 50-х роках заробив широку популярність завдяки науково-фантастичним романам «Рік комети» (1955) і «Смерть трави» (1956). Останній, оповідає про наслідки глобальної екологічної катастрофи, був екранізований у 1970 році режисером Корнелом Вайлдом.
Найбільший комерційних успіх принесла автору випущена у 1967-68 роках трилогія «Триподи» (пізніше доповнена до тетралогії опублікованим у 1988 році приквелом), в якій розповідається про загибель і відновлення з руїн людської цивілізації. Трилогія була екранізована британським телебаченням у 1980 році.

## Бібліографія

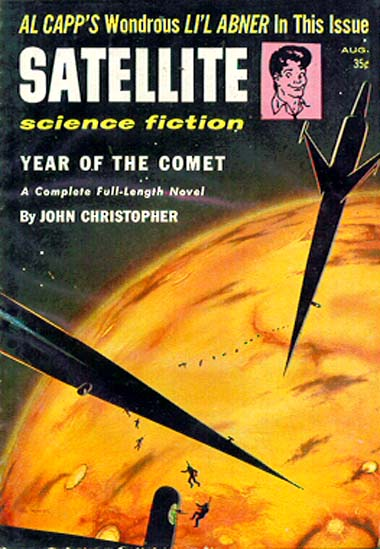
Роман Крістофера Рік комети вперше був опублікований в США у серпні 1957 року

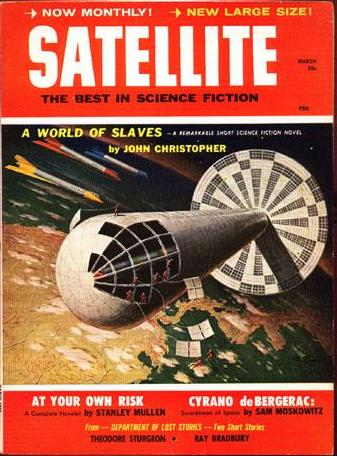
Повість Крістофера «Світ Рабів» була написана у березні 1959 року